# Scheer Sándor
Scheer Sándor (Budapest, 1966. augusztus 13. –) üzletember, mérnök. A 100 leggazdagabb magyar 2023-as rangsorában a 18. helyen szerepelt 87,5 milliárd forintra becsült vagyonával. Az 1996 januárjában alapított Market Építő Zrt. alapító-társtulajdonosa és vezérigazgatója, amelyet a Forbes magazin a 2022-es Top 100 magyar vállalkozás listáján a 10. legértékesebb, 100%-ban hazai tulajdonú vállalatnak minősített.
A Befolyás-barométer szerint 2019-ben ő volt Magyarország 24. legbefolyásosabb személye.
Scheer Sándor 2014-ben elnyerte a Lechner Ödön Díjat, emellett „Az Év Ingatlanpiaci Személyisége” díj birtokosa lett – ebben az évben olyan jelentős munkákat tudhatott maga mögött, mint a Groupama Aréna, a miskolci székhelyű japán Takata Corporation légzsákgyártó üzeme vagy az Építőipari Nívódíjas BMC épülete.
2019. február óta a Globális McDonald’s Developmental Licensee partnere, így a magyarországi McDonald’s éttermeket üzemeltető Progress Étteremhálózat Kft. tulajdonosa.

## Életpályája
1987-ben végzett hídépítő mérnökként a Széchenyi István Közlekedési és Távközlési Műszaki Főiskola Hídépítő üzemmérnöki szakán, majd 2001 és 2005 között MBA diplomát szerzett az Econovum Akadémián.
Pályafutását 1989-ben építésvezetőként kezdte a Novolit Építőipari Rt.-nél. Ezt követően 1991-től a Herkules Építő Zrt.-nél volt építésvezető, majd 1993-tól termelési igazgató, egészen 1996 januárjáig, a Market Építő Zrt. megalapításáig.
Ma is a vállalat első számú embere, nevéhez közel 850 projekt fűződik, melyek között számos kreatív és grandiózus ötlet, illetve díjnyertes dizájn valósult meg. Hitvallása szerint a minőségi, kitartó munka és az alázat segítette a sikerhez.
A holdingstruktúrában működő Market Építő Zrt. napjainkban a magyar építőipar egyik legmeghatározóbb, legstabilabb cégcsoportja. 2007-ben a Hewitt Legjobb Munkahely pályázatának első helyezettje lett, majd 2009-ben a Figyelő Top 200 gálán az év leghatékonyabb vállalata díjat, 2018-ban pedig a Figyelő Top 200 listán az Év vállalata elismerést nyerte el.
A Market Építő Zrt. 2022-ben a magyar építőipari cégek közül elsőként adott ki fenntarthatósági jelentést, amely a vállalat 2021-es évi, a környezetvédelem és a fenntartható működés érdekében tett erőfeszítéseit összegzi.

## Főbb referenciamunkái a Market Építő Zrt.-vel
Scheer Sándor életműve rendkívül termékeny, Magyarország számos jelentős beruházásának kivitelezése fűződik a nevéhez, akár mint ötletgazda, akár mint projektvezető vagy műszaki igazgató. A megvalósított projektek széles skálán mozognak, a magasépítés minden spektrumát lefedik.
Legjelentősebb projektek, amelyek a nevéhez fűződnek:

### Irodaházak
Befejezett munkái között található Magyarország három legnagyobb irodaháza.
1. MOL Campus: Az első – nemzetközi összevetésben is rendkívül bonyolult technológiát igénylő – magas ház a magyar fővárosban, melynek ötletgazdája és operatív vezetője Scheer Sándor volt. A MOL irodaháza Európa legkorszerűbb irodaépületeivel vetekszik: energetikai és működtetési mutatóiban kevés ilyen fejlett és komplex technológiákat használó okos épület létezik még a kontinensen.[14] A környezettudatos és emberközpontú ikonikus épület elnyerte az Év Székháza díjat is 2023-ban, mivel a legkorszerűbb munkakultúra-trendek jelennek meg benne, technológiai megoldásai a dizájn, a belsőépítészet és a fenntartható üzemeltetés terén is példaadóak.[15] Az épület a fenntarthatóság terén elérhető legmagasabb BREEAM Excellent és LEED Platinum minősítésekkel rendelkezik.[16]
2. OTP Bank központi irodaháza: A számos innovatív megoldással négy év alatt elkészült több mint 84 ezer négyzetméteres budapesti komplexum a Leed környezettudatos épületminősítési rendszer gold fokozatával rendelkezik. Az OTP M12 nem csupán volumenében számít különlegesnek, de belsőépítészeti, kertészeti megoldásait tekintve is kiemelkedik a hazai irodaház-építészet példái közül: 1300 négyzetméteres üvegteteje alatt növényekkel teli belső kert terül el. Az Év Irodája Nagyvállalati díj nyertese 2023-ban.[17]
3. Telekom és T-Systems székház: A hazai és nemzetközi viszonylatban is hatalmas volumenű beruházás megvalósítása teljesen speciális szervezőmunkát, a korábbiakhoz képest abszolút új rendszert igényelt. A végeredmény 100 ezer négyzetméter, 9 szint, 80 ezer köbméternyi beton, 10 ezer tonna betonacél, 26 ezer négyzetméternyi homlokzatüveg. Belső kialakítása teljes mértékben emberléptékű, a kávézók, találkozási pontok mellett 2000 négyzetméter belső kert, 150 négyzetméter felületű belső tó, valamint a tetőszinten található fitnesz központ és panorámás futópálya várja az itt dolgozókat. Fenntartható megoldásainak, a kreatív és inspiratív tereinek köszönhetően az Év Ingatlanfejlesztése lett,[18] valamint BIGSEE Építészeti Díjat nyert „Köz- és kereskedelmi célú építészet” kategóriában 2022-ben.[19]
4. Bosch Campus: 2022-ben fejeződött be a nagy léptékű fejlesztés.  A világszínvonalú fejlesztőkomplexum az Év Irodaparkja címet nyerte el 2023-ban. Egy olyan komplex központ jött létre, amely egy épületegyüttesbe rendezte a szakterületeket és azok munkaformáit (irodák, laborok, tesztfelületek, a kutatás és az innováció terei, közösségi terek, konferencia- és előadótermek).[20]
5. Market 6.0 székház: A Market Építő Zrt. saját, 2020-ban épült Budapest, III. kerületi 5500 négyzetméter alapterületű, négyszintes irodaháza, melyet BIM (Building Information Management) és VR (virtual reality) technológiával terveztek. Korát megelőző dizájnnal és magas műszaki tartalommal, valamint különleges üzenettel bír: egyfajta az építőipar jövőjébe és a minőségbe, innovációba vetett állásfoglalás. A székház tisztelgés az építőipari szakmák előtt. Több anyagot a maga nyers szépségében építettek bele, így például a külső különleges vörösrézháló mellett csavart pillérek, csiszolt beton padló, látszó gépészet és az oktatótérben faburkolat található. A nagy, belső tereket kortárs művészeti alkotások díszítik, illetve rekreációs szigetek, rendezvénydomb, és petanque pálya várja a dolgozókat. A világítás teljes egészében digitálisan vezérelt, mellyel az energia jelentős százaléka megtakarítható. A belső, általános világítást adó világítógerendák világszinten is unikálisnak tekinthetőek.[21] Az Év Irodája 2020 Különdíjasa.[22]

### Szállodák
1. Párisi Udvar Hotel Budapest: Az 1900-as évek eleji épületet műemlékvédelmi szaktudás segítségével sikerült nem csak restaurálni, hanem új funkcióval ellátni.[23] A tervezéssel együtt a restaurátori és rekonstrukciós munkálatok mintegy 4,5 évig tartottak. A 2015 szeptemberében kezdett kivitelezésben csak a kerámia-helyreállítási munkák 85 000 órát vettek igénybe, és nagyságrendileg 100 szakértő bevonásával folytak. Az épület páratlan értékeit képezi többek közt az eklektikus motívumrendszere, a színes ólomüvegablakai, a speciális fém- és üvegportáljai, az üvegtetői és nyílászárói, illetve nagy mennyiségű kovácsoltvas eleme is. A Párisi Udvar Hotel Budapest az év hotelprojektje lett 2019-ben a Portfolio Property Awardson,[24] valamint a 2020-as Építőipari Nívódíj pályázaton „műemlék helyreállítás, építmény rehabilitáció” kategóriában győztes díjazásban részesült.[25]
2. Hotel Clark: Budapest egyik legmeghatározóbb pontján, a Clark Ádám téren épült meg több mint 10 év után, mindössze egy 670 négyzetméteres telken. A 2018-ban megnyílt szállodában 86 szoba, elegáns közös terek, privát tárgyalóterem, panorámás fitneszterem és finn szauna várja a vendégeket, valamint a'la carte étteremmel és tetőtérrel rendelkezik – itt kapott helyet a Leo névre keresztelt skybar is. Ez utóbbit, mint az épület fő motívumait is a Lánchíd oroszlánjai inspirálták.[26]

### Sportlétesítmények
1. Groupama Aréna: A Ferencvárosi Torna Club otthona. Magas szintű műszaki tartalom, impozáns összkép, gazdaságilag és környezettudatossági szempontból is fenntartható működtethetőség jellemzi. Rendkívül gyorsan, egy év alatt épült fel a komplexum, ami több, mint egy stadion, hiszen a konferenciateremnek, VIP-részlegnek és a skybox-oknak köszönhetően üzleti élettér is. Megkapta az UEFA magas kategóriájú minősítését, illetve 2014 legjobb új stadionja lett a The Stadium Business Awards-on.[27]
2. MVM Dome: A multifunkcionális, 20 022 főt befogadó csarnok technikailag mindenfajta beltéri sportesemény és művészeti előadás megtartására felszerelt, színpaddal, hang és fényarzenállal ellátott. A tenderen nyert munka „design and bulid” konstrukcióban valósult meg. A homlokzaton megjelenő fénytechnika kiemelkedik a számos technológiai újdonság közül, amelynek segítségével egy komplex „fényfestés” tudnak létrehozni az épületen.[28] Az MVM Dome 2022-ben Építőipari Nívódíjat nyert a középület/sport és szabadidő kategóriába.[29]
3. Duna Aréna: A nemzetközi színvonalú, a vizes sportokat kiszolgáló komplexumot rekordsebességgel, 1 év alatt kellett felépíteni a 2017-es FINA vizes világbajnokságra, így a rövid idővel számoló építési megoldások kitalálása kihívást jelentett. A páratlan paraméterekkel bíró épületbe két hídnyi acél, 15 versenymedencényi beton és egy hídnak megfelelő – 2400 tonnás – tetőszerkezet épült be, az eljárás során nem egyszer Magyarországon először használt technológiát alkalmaztak.[30]

Egyéb funkciójú projektek
1. Bem projekt: Az évekig magára hagyott, funkcióját vesztett, romos Radetzky-laktanya helyén szálloda -és irodakomplexum épül, amely az első hazai Kimpton hotelnek fog helyet adni. A Bem téri létesítmény megőrzi az egykori homlokzatát, de a 21. századi kihívásoknak maximálisan megfelelve. A célkitűzések között a hotelláncra jellemző személyre szabott szolgáltatásoknak megfelelő tér és a merész dizájn kialakítása szerepel.[31]
2. Ipari és logisztikai projektek: Évről évre egyre nagyobb részt hasítanak ki a magasépítő vállalat portfóliójából, olyan megrendelőkkel dolgozva együtt, mint az Apollo Tyres, a Nestlé, a JYSK, a Lidl, a Prologis, az Audi, a BMW, és az SK Innovation, amelynek a megbízásából a legnagyobb hazai zöldmezős beruházás keretében akkumulátorgyár épül Iváncsán.[13][32]
3. BudaPart: Budapest egyik legnagyobb volumenű, legkomplexebb beruházása a Kopaszi-gátnál, mely egy vegyes funkciójú fejlesztés. Azon túl, hogy otthont ad a MOL Campus székháznak, tíz év leforgása alatt számos iroda- és lakóingatlan, kereskedelmi egység, valamint szállodaépület valósul meg a XI. kerületi beruházás keretében, több mint 800 000 m² épített területen, közel 30 ezer embernek adva lakó- vagy munkahelyet. Egy olyan urbánus, élhető városrészt álmodtak meg, amelyik számos zöld területtel rendelkezik, és amelynek nincsenek egyforma épületei.[13][33]

## Társadalmi szerepvállalása
Az üzletember rendszeresen hangsúlyozza, hogy iparága és azon belül a Market nem lehetne sikeres a munkavállalók nélkül, ezért elkötelezetten kiáll dolgozói mellett és a kétkezi munka megbecsülésének és tiszteletének társadalmi ügyéért. Hosszú évek óta stratégiai partnere a Bátor Tábor Alapítványnak, a Mosoly Alapítványnak és a Magyar Ökumenikus Segélyszervezetnek. Támogatási tevékenysége során kiemelt hangsúllyal jelenik meg az esélyegyenlőség, a hátrányos helyzetű, szegénységben élő emberek és a beteg gyermekek segítése, az építőipari szakemberek utánpótlását és kinevelését célzó projektek, az innovatív, újító ötletek, valamint a fiatal, tehetséges magyar művészek támogatása. 2019 óta tagja a MOME kuratóriumának.
A sporthoz való szenvedélyes kötődése közismert: több hazai csapat és sportverseny támogatója, 2015-től a nagy múltú 3. kerületi TVE sportegyesület elnöke.

## Magánélete
Mindennapi életének része a sport, a BLSZ-bajnokságban több mint 300 mérkőzésen játszott csapata, az Unione FC színeiben. Nős, két gyermek édesapja. Szabadidejében szívesen olvas, utazik és tölti idejét a családjával.